# 不丹标准时间

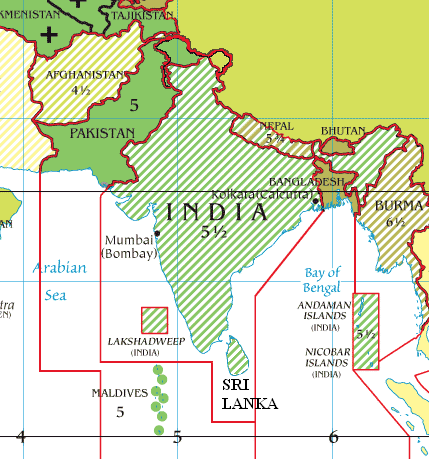
不丹时间对应的区时

不丹时间（英語：Bhutan Time, BTT）是不丹使用的区时。该区时比协调世界时快6小时（UTC+6）。不丹不实行夏时制。不丹时间在时区信息数据库的zone.tab对应为“Asia/Thimphu”。